# Санта Марија ди Сала
Санта Марија ди Сала (итал. Santa Maria di Sala) је насеље у Италији у округу Венеција, региону Венето.
Према процени из 2011. у насељу је живело 2408 становника. Насеље се налази на надморској висини од 10 м.

## Становништво
Према резултатима пописа становништва 2011. у општини је живело 17.295 становника.
| 1931. | 1936. | 1951. | 1961. | 1971. | 1981. | 1991.  | 2001.  | 2011.  |
| ----- | ----- | ----- | ----- | ----- | ----- | ------ | ------ | ------ |
| 7.467 | 7.592 | 8.583 | 8.252 | 8.558 | 9.894 | 11.072 | 13.685 | 17.295 |

## Партнерски градови
- Хвар